# Le Bouchage (Charente)
Bouchage – miejscowość i gmina we Francji, w regionie Nowa Akwitania, w departamencie Charente.
Według danych na rok 1990 gminę zamieszkiwało 197 osób, a gęstość zaludnienia wynosiła 12 osób/km² (wśród 1467 gmin regionu Poitou-Charentes Bouchage plasuje się na 800. miejscu pod względem liczby ludności, natomiast pod względem powierzchni na miejscu 521.).